# El Ateneo Grand Splendid
El Ateneo Grand Splendid je knjigarna v Buenos Airesu v Argentini. Leta 2008 jo je časopis Guardian razglasil za drugo najlepšo knjigarno na svetu, leta 2019 pa National Geographic za najlepšo.

## Opis
Nahaja se na aveniji Santa Fe v okrožju Barrio Norte, stavbo sta zasnovala arhitekta Peró in Torres Armengol  za impresarijo Maxa Glücksmanna (1875-1946), odprli pa so jo kot gledališče  Teatro Gran Splendid  maja 1919. V eklektični stavbi so stropne freske, ki jih je naslikal italijanski umetnik Nazareno Orlandi, in kariatide, ki jih je izklesal Troiano Troiani, katerih delo krasi tudi venec ob palači Palacio de la Legislatura de la Ciudad de Buenos Aires (Mestna zakonodajna palača).
Gledališče je imelo 1050 sedežev in je uprizorilo številne predstave, vključno z nastopi tango umetnikov Carlosa Gardela, Francisca Canara, Roberta Firpa in Ignacia Corsinija. Glücksmann je leta 1924 ustanovil svojo radijsko postajo (Radio Splendid), ki je predvajala iz stavbe, kjer je njegova snemalna hiša Nacional Odeón posnela nekaj zgodnjih posnetkov takratnih velikih pevcev tanga. V poznih 1920-ih je bilo gledališče preurejeno v kino in leta 1929 prikazalo prve zvočne filme, predstavljene v Argentini.
Okrašeno nekdanje gledališče je Grupo Ilhsa najelo februarja 2000. Ilhsa je prek podjetja Tematika lastnik prodajalne knjig El Ateneo in Yenny (skupaj več kot 40 trgovin) ter založbe El Ateneo. Stavba je bila nato pod vodstvom arhitekta Fernanda Manzonea prenovljena in pretvorjena v knjigarno in glasbeno trgovino; sedeži v kinu so bili odstranjeni in namesto njih nameščene police s knjigami. Po obnovitvenih delih je 2000 m²  El Ateneo Grand Splendid postal vodilna trgovina skupine in je leta 2007 prodala več kot 700.000 knjig; letno skozi njena vrata stopi več kot milijon ljudi.
Sedeži za stranke so bili nameščeni po celotni stavbi, vključno s še vedno nedotaknjenimi gledališkimi ložami, na zadnji strani odra pa je bila urejena kavarna. Ostali so strop, okrašene rezbarije, škrlatne odrske zavese, razsvetljava avditorija in številne arhitekturne podrobnosti. Kljub spremembam stavba še vedno ohranja občutek velikega gledališča, kot je bilo nekoč.